# 恰西夫亞爾戰役
恰西夫亞爾戰役是指乌克兰武装部队與俄罗斯联邦武装力量自2024年4月4日開始爭奪顿涅茨克州恰西夫亚尔控制權的戰役。裁至2025年8月上旬俄羅斯在全力推進下被證實已控制該市絕大多數地區，但烏克蘭仍在該市市郊與俄軍僵持；本戰役是俄乌双方进行争夺时间最长的战役（目前时长达16个月）之一。

## 背景
2023年5月20日，巴赫穆特被俄軍攻陷。自此，恰西夫亞爾便成為前線城市。烏軍及後成功穩定前線，並於2023年反攻期間在巴赫穆特側翼擊退俄軍。
2024年2月，阿夫迪伊夫卡戰役結束，俄軍隨後再度從巴赫穆特西部向恰西夫亞爾展開攻勢，而恰西夫亞爾被各界視為俄軍繼阿夫迪伊夫卡後的下一個目標。2月8日，俄烏雙方官員報告，恰西夫亞爾地區發生戰鬥。2月17日，俄軍向該市的烏軍防禦陣地投擲一枚ODAB-1500溫壓彈。
2月27日，霍爾蒂察作戰戰略組發言人伊利亞·耶夫拉什表示，俄羅斯目標為波赫丹尼夫卡等恰西夫亞爾以東的村莊，並使用風暴Z和風暴V懲戒部隊發動進攻，而該些部隊因烏軍砲擊損失約六成裝甲支援。他指，俄羅斯正準備在3月1日發起大規模攻勢以奪取恰西夫亞爾，而先前有限攻擊為情報收集行動，以試探該市弱點。
3月23日，俄軍聲稱佔領伊萬尼夫斯凱。3月26日，烏軍士兵兼博客維塔利·奧夫恰連科表示，俄軍每天都砲擊恰西夫亞爾，該市不斷受到攻擊。
恰西夫亞爾軍事管理局局長謝爾蓋·喬斯表示，截至4月上旬，恰西夫亞爾仍有770名居民，而該市戰前人口約1萬3千人。
4月上旬，烏克蘭第5突擊旅被駐紮在恰西夫亞爾附近。烏克蘭武裝部隊的主線沿著北頓涅茨-頓巴斯運河延伸。运河有的地方寬度達40公尺。如今運河已經被排幹已經變成了一條巨大的反坦克溝渠，所有通往它的道路都佈滿了地雷。烏克蘭武裝部隊在查索沃亞爾的主要防禦中心是恰索夫亞耐火材料廠。乌军利用其厂房車間來存放人員、彈藥和設備。該工廠駐有烏克蘭武裝部隊的多個領土防禦部隊。该工厂由許多車間、地下通道、掩體、熔爐和加工粘土的熔爐組成，复杂的建筑结构便于乌军组织防御。

## 战略价值
恰索夫亞爾依山而建，高差超過100公尺。因為數公里內的地形清晰可見使得乌军有效防禦成為可能。北頓內茨-頓巴斯運河將恰西夫亞爾分為兩部分。主要城市開發位於右岸，左岸有一個稱為運河区的居民区。此外，該市還有多個工業區。其中包括一家耐火材料廠、一家修復廠和一家生產鋼筋混凝土結構的企業。
烏克蘭如果從恰西夫亞爾撤退可能會威脅頓內茨克和盧甘斯克地區的整個防禦。這座山頂小鎮是烏克蘭最後的天然屏障之一，保護著乌军重要的補給線，以北30公里處就是克拉馬托爾斯克市。
对俄军来说，该城市的东区将使火炮攻击能够覆盖达斯拉维扬斯克和克拉马托尔斯克，也将扩大无人机打击邻近城市目标的射程。如果俄罗斯军队在查索夫亚尔解放后乘胜追击，夺取康斯坦丁诺夫卡，那么在捷尔任斯克守卫的乌克兰武装部队不仅会失去弹药和给养，而且还会面临被包围的威胁。 

## 戰鬥經過
經過數個月攻剋巴赫穆特和恰西夫亚尔之間的烏軍防禦工事後，4月4日，俄軍對恰西夫亞爾發起了首次直接攻擊，並使用蘇-25戰機進行近距離空中支援。俄軍一個連規模的機械化縱隊沿著T0506赫羅莫韋-恰西夫亞爾公路前進，到達該市東郊外。次日，俄方報道稱，俄軍沿著該市最東部澤萊娜街建立陣地。 烏克蘭軍方承認，恰西夫亞爾郊區局勢緊張困難，但否認俄軍進入市區内。

### 2024年

#### 2024年4月
4月5日，根据乌军情报俄军在此集结25000人。
4月6日，烏克蘭軍隊總司令亚历山大·瑟尔斯基上將表示，烏軍仍控制恰西夫亞爾，俄軍所有向該市的推進均失敗。恰西夫亞爾軍事管理局局長謝爾蓋·喬斯表示，市内局勢極度危險，稱不斷發生火災，無一完整建築倖存。據當地一名軍醫稱，該市最後一個已知的戰地醫療站被撤離，導致受傷烏軍士兵需以卡車或步行從該市撤離。 同時，烏克蘭第5突擊旅士兵證實正增加FPV自殺無人機攻擊。據報道，恰西夫亞爾市内烏軍面臨火砲及防空彈藥短缺問題。 烏克蘭智庫國防戰略中心亦指，恰西夫亞爾可能很快進入巷戰。
4月12日，俄军空降部队ATGM小组摧毀了位於恰索夫亞爾的烏克蘭武裝部隊FPV無人機中繼器塔.
4月25日，戰爭研究所在作戰報告中預測，恰西夫亞爾和錫韋爾斯克方向最有希望實現俄羅斯的決定性突破。

#### 2024年5月
5月1日，美联社获得的无人机镜头显示，俄罗斯持续数月的炮火摧毁了该地。几乎没有任何建筑物完好无损，房屋和市政办公室被烧毁，一座曾经有 12,000 人的小镇变得荒芜。
5月4日，在恰西夫亞爾附近，俄羅斯武裝部隊的攻擊行動仍在繼續。在北側，乌军仍控制格里戈羅夫卡和卡利諾夫卡。在中部地區，到達運河區東郊後，俄軍開始爭奪第77學校。俄羅斯武裝部隊至少沿著斯图普基-戈卢博夫斯基-2保護區的南部推進到北頓內茨-頓巴斯運河的河床。據一些報道稱，該保護區幾乎完全處於俄羅斯軍隊的控制之下。
5月6日，烏克蘭指揮部正在將預備隊調往康斯坦丁諾夫卡，以加強該市烏克蘭部隊的側翼。
5月7日，俄方表示恰西夫亞爾定居點周圍局勢乐观。
5月9日，英國情報機構指出，3月至4月，俄羅斯在頓內茨克地區恰索夫亞爾地區的砲擊次數增加了200%。
5月12日，俄羅斯衛星通訊社發言人霍蒂察·納扎爾·沃洛申表示，俄羅斯軍隊加強了對頓內茨克地區恰索夫亞爾的攻勢，但最近幾天並沒有取得成功。
5月13日，近期俄軍在哈爾科夫地區北部發起的大規模攻勢，使敵對局勢發生重大變化，迫使烏克蘭指揮部緊急將後備部隊向該方向轉移。利用烏克蘭武裝部隊沿著巴赫穆特方向戰鬥接觸線部分陣地暴露的機會，俄军在快速、協調地重新集結後，恢復了向恰西夫亞爾的快速推進。
5月14日，俄军仍繼續全力進攻頓內茨克地區的恰西夫亞爾。乌克兰军事专家表示，一旦失去恰西夫亞爾，將很難將其重新置於乌軍的控制之下。
5月15日，俄军對這恰西夫亞爾的攻擊現在正從兩個交匯的方向進行：從南部方向是從克拉斯諾耶，以及從北部方向穿過波赫丹尼夫卡。
5月16日，俄方战地记者称俄罗斯武装部队已经占领了恰索夫亚尔镇的运河小区（Микрорайон Канал）。乌军所有關於將三個旅調往哈爾科夫方向的謠言都是故意散佈的虛假信息。
5月17日，乌方称俄羅斯軍隊動用兩輛坦克和21輛步兵戰車，向恰索沃亞爾東部新小區方向發動了一次連級機械化襲擊，但未成功。ISW引述截至5月17日的地理定位鏡頭指出，俄羅斯人在伊凡諾夫斯基（恰西夫亞爾以東）附近至少出動了 7 輛裝甲車進行攻擊。根據《時尚先生》雜誌引述烏克蘭武裝部隊第92旅一名呼號為「阿喀琉斯」的士兵報道，虽然多次击退俄军，但烏克蘭軍隊在恰西夫亞爾地區補給不足，也無法撤離傷者。
5月18日，乌克兰总统澤連斯基在演讲中提到俄羅斯在恰西夫亞爾攻擊中損失了20輛裝甲車。
5月19日，俄罗斯武装部队突击队执行战术任务，绕过运河小区，向恰索夫亚尔北侧推进了 2.5 公里。在从卡利尼纳居民区的中心街道上击溃了乌克兰武装部队。
5月20日，俄军第98空降师的突击部队在坦克和大炮的掩护下，在诺维（новый）市區内的楼房里展开了激烈的战。恰索夫亞爾东郊的卡利尼夫卡、Stupki-Golubovskie-2 保护区和伊萬尼夫斯凱（位于恰索夫亞爾于巴赫穆特之间）地区的战斗依然激烈。
5月21日，俄羅斯空天軍 Su-34 飛機機組人員使用 FAB-1500 航空炸彈襲擊了位於恰索夫亞爾的烏克蘭指挥中心。乌克兰媒体消息，烏克蘭武裝部隊從運河小區東部的俄军手中奪回幾棟建築物。俄羅斯國防部計劃將第98近卫空降師撤出恰索夫亞爾進行轮换。
5月22日，俄罗斯《消息报》称，俄军已经控制恰索夫亞爾的西部。
5月23日，在过去的 24 小时里，俄罗斯军队从恰西夫亚尔方向占领了运河小区北边的车库合作社（гаражного кооператива俄罗斯一种小型仓储设施），并沿泽萊纳街夺取了宽达 450 米、纵深200米的区域。俄军南部军区「鳳凰」特種工兵營正在在查索夫亞爾地區可能的撤退路線上布设地雷。俄军傘兵偵察部隊在恰西夫亞爾地區前线進行空中偵察時破坏1辆为乌军进行补给無人履帶機器人。
5月25日，俄军军事记者称俄羅斯武裝部隊佔領安德里伊夫卡和克利希伊夫卡后，逐步將烏克蘭武裝部隊從城市逐出。目前俄军主要目標是控制城市西部具有重要戰略意義的高地。
5月26日，在争夺查索夫亚尔的战斗中，俄罗斯军队攻入了该镇东郊，从南北两面包围该镇，一个野生动物保护区被占领，查索夫亚尔东部方向的卡利尼夫卡附近也发生了战斗。
5月28日，俄军前线指挥官称，查索夫亞爾的地理位置使俄羅斯軍隊的前進變得複雜，因此爭奪該城市的戰鬥可能會很激烈。俄軍向運河小區南郊和東郊推進，突擊部隊繼續深入多層建築境內与乌军交战。俄羅斯武裝部隊正在用火砲和重型航空炸彈摧毀烏克蘭武裝部隊在開發區的陣地；據烏克蘭武裝部隊稱，突擊部隊已將力量集中在開發區的東南部。烏克蘭武裝部隊的大量無人機和砲兵打擊嚴重阻礙了俄軍的前進步伐。
5月29日，俄塔社消息，俄国家杜马独联体事务、欧亚一体化和同胞关系委员会第一副主席维克托-沃多拉茨基表示俄军已经解放恰索夫亚尔领土的70%。
5月31日，俄军事专家称，烏克蘭武裝部隊試圖反擊在查索夫亞爾推進的俄羅斯軍隊，但沒有成功。俄军已在在恰索夫亞爾的運河小區西郊站稳脚跟。

#### 2024年6月
6月2日，乌克兰军事人员透露，过去 24 小时内恰索夫亞爾南部发生290多起炮击，俄军初期以小股的形式发起猛攻，现在使用装甲车发起猛攻。乌军使用自杀无人机、大炮和迫击炮阻挡俄军。俄罗斯军队在查索夫亚尔附近占领了卡利诺夫卡村的大部分地区。
6月3日，俄羅斯武裝部隊在查索夫亞爾以北突破乌軍防禦，向前推进850米進入卡利諾夫卡地區的北頓涅茨-頓巴斯運河,烏克蘭武裝部隊撤退到北頓內茨運河外。俄羅斯傘兵襲擊了烏克蘭武裝部隊在恰索夫亞爾地區的一個大型據點，多名烏克蘭武裝部隊軍事人員投降，其中包括撤離團指揮官。
6月5日，俄羅斯傘兵在查索沃亞爾东北方向的卡利諾夫卡東北部前進了300公尺。不同的俄羅斯步兵小組成功地攻入了運河小區，連續幾天從三個方向發動猛攻。查索夫亞爾附近以及鄰近的克列甚切耶夫卡、安德烈耶夫卡和卡利諾夫卡附近不断遭受俄军襲擊和砲擊。烏克蘭武裝部隊繼續使用多層建築和工業設施作為防禦區，挖掘战壕和積極使用無人機使得俄羅斯軍隊難以攻擊。
6月6日，俄控顿涅茨克地区领导人丹尼斯·普希林在聖彼得堡國際經濟論壇上接受俄新社採訪時表示，國際軍團的外國傭兵正在查索沃亞爾與俄羅斯軍隊作戰，並造成人員傷亡。
6月7日，随着俄军在塞韦尔斯基顿涅茨-顿巴斯运河从南面（新小区附近）和北面（卡利尼夫卡附近）的控制区域贯通，战斗的激烈程度略有下降。俄羅斯武裝部隊利用北頓涅茨-頓巴斯運河沿線的架空管道進行秘密行動和集中兵力，攻擊恰索夫運河小區的森林南部地區。得知此事後，烏克蘭軍方開始用迫擊砲轟擊該地區，並用無人機投擲炸彈，試圖摧毀管道。在俄空军和砲兵的支援下，俄軍繼續猛攻查索夫亞爾東郊，同時努力改善側翼陣地。
6月8日，第98空降師的突擊部隊突破了烏克蘭武裝部隊在恰索夫亞爾的防禦,俄军设法突破了一条深入敌方防线 500 米的走廊，并向科舍沃伊街地区以及第 77 号职业学校后面的修理厂附近推进。乌克兰第26炮兵旅新闻官奥列格·卡拉什尼科夫上尉表示，俄罗斯军队在上周查索夫亚尔的战斗中伤亡了约2000名士兵，但没有停止尝试攻占这座城市。俄军以能够渡过运河，战斗已经在运河以西的查索夫亚尔城废墟的中心部分进行。
6月10日，乌军指挥部已开始从该市西部撤出。乌军海妖营的部队也已撤出，并计划重新部署到哈尔科夫方向。
6月11日，俄羅斯軍隊繼續爭奪查索夫亞爾。卡利諾夫卡和北部的陣地戰鬥仍在繼續。在城区運河小區的戰鬥仍在繼續；科舍沃戈街的多層建築區域也發生了戰鬥。
6月12日，俄军繼續清理運河小區，烏克蘭武裝部隊正在拼命戰鬥，拖延了俄羅斯軍隊的進一步推進。在南部的克列謝耶夫卡和克拉斯尼，俄羅斯人正在將烏克蘭武裝部隊趕出北頓涅茨-頓巴斯運河，並改善戰術地位。 
6月16日，俄羅斯武裝部隊在运河小区前进了100米。
6月17日，乌克兰方在此聚集第 41、第 30 和第 24 機械化步兵旅、第 225、第 425獨立突击營和SUB特种部队，并使用迫擊砲、高射砲和各种无人机抵抗俄军；在恰索夫亚尔以南，俄军部队前进了 700 多米，到达了安德列夫卡村西郊。
6月21日，乌克兰第24獨立機械化旅的部隊已被重新部署，以加強查索夫亞爾地區的防禦。俄羅斯武裝部隊正在清理查索夫亞爾市的已控制区域。

#### 2024年7月
7月3日，俄军使用滑翔炸彈的空襲使烏克蘭武裝部隊在恰索夫亞爾的諾維地區的陣地完全不適合防禦，烏克蘭軍隊不得不撤退到運河對岸。俄罗斯国防部称，俄南方集团袭击了顿涅茨克境内乌克兰8个旅的部队，并击退了乌克兰武装部队的4次反击。乌军损失达450名士兵、两辆坦克、三辆装甲战车，其中包括一辆美制M113装甲运兵车和十辆皮卡。
7月17日，俄军称乌克兰武装部队（AFU）放弃了查索夫亚尔东北部的阵地。
7月18日，俄罗斯军队占领顿涅茨克地区恰索夫亞爾北面的卡利诺夫卡村。
7月24日，俄乌双方在查索夫亚尔、卡利诺夫卡和克列什切耶夫卡的阵地战仍在继续，接触线保持不变。在查索夫亚尔地区，俄军加强了对其北翼的攻击行动，扩大了卡利诺夫卡附近的控制区。据悉，在北顿涅茨-顿巴斯运河地区，俄罗斯武装部队已经在该线以西开展行动。

#### 2024年8月
8月8日，俄军科斯特罗马伞兵装甲团在查索夫亚尔附近夺取一处乌军据点。
8月30日，俄军称摧毁了乌军位于恰索夫亚尔定居点地区的一处无人机控制中心。

#### 2024年9月
9月6日，俄空天军使用FAB航空炸弹摧毁了查索沃亚尔的一处有30多名乌克兰武装人员和雇佣兵的据点。
9 月 16 日，俄罗斯武装部队突破了恰索夫亚尔南部，在斯图波奇基村附近建立了桥头堡。

#### 2024年10月
10月15日，俄罗斯军队控制了查索夫亚尔以南的一个重要公路交叉口。
10月22日，乌克兰德鲁日科夫卡市议会代表尼古拉·多夫布尼亚表示，俄军在查索夫亚尔附近获得突破，现在康斯坦丁诺夫卡和德鲁日科夫卡的炮击仍在昼夜不停地进行。
10月23日，俄罗斯南方部队的Sever-V 旅的炮兵摧毁了查索夫亚尔附近的一个弹药库。
10月27日， 俄军98 空降师向查索夫亚尔推进1.5公里。

#### 2024年11月
11月6日，艾哈迈德特种部队在查索夫亚尔以南和乌军交火后，摧毁了一辆乌克兰坦克和15名乌军。
11月9日，查索沃亚尔的前德鲁日巴 (Druzhba) 拓荒者营地由俄罗斯军方控制。俄罗斯武装部队第200旅、第98空降师、俄罗斯武装部队第1志愿军、东方旅、第88志愿兵旅“西班牙人”等部队继续在该市进行进攻行动，第 98 空降师的伞兵正在越来越接近查索夫亚尔市中心小区。
11月14日，俄军事专家表示，俄方在查索夫亚尔定居点地区注意到第 12 特种部队“亚速”旅的武装分子抵达，任务是稳定局势并防止乌克兰武装部队防线突破。
11月20日，俄罗斯武装部队在查索夫亚尔村成功实施了突击行动，突破了乌克兰武装部队的防线，并向该市东北郊推进了1.5公里。并在市中心的行政大楼地区取得了立足点，与此同时，俄军部队开始在村庄的北部和南部包抄乌军。
11月23日，俄军事专家向塔斯社表示目前该市30%的地区已被俄罗斯军队控制。
11月29日，俄方称700名乌克兰武装部队士兵和雇佣兵在查索夫亚尔耐火材料厂被包围，俄军正在进行有针对性的炮击和空袭。
11月30日，俄军称南方集团军的坦克人员摧毁了恰索夫亚尔定居点地区乌克兰武装部队的一处无人机控制中心。

#### 2024年12月
12月6日，俄军事专家向塔斯社表示目前该市40%的地区已被俄罗斯军队控制。

### 2025年

#### 2025年1月
1月13日，俄罗斯军队占领了恰索沃亚尔斯克耐火材料厂，该厂是乌克兰武装部队防御的主要枢纽。
1月18日，乌克兰军队对俄罗斯占领的恰西夫亚尔市一家耐火材料厂发动了空袭。
1月29日，五位乌克兰和欧洲军方及政府消息人士向俄罗斯独立媒体《莫斯科时报》证实，乌克兰东部重要据点恰西夫亚尔已被俄罗斯军队攻占。 虽然乌克兰和俄罗斯军方都没有证实该消息，但《莫斯科时报》实地消息人士报道称，乌克兰军队已被推到郊区，这标志着自 2024 年 4 月以来的战斗发生了重大转变。
1月30日，乌克兰第 24 机械化旅通讯部队向《基辅独立报》表示，乌克兰军队仍在与俄军在城内交战。

#### 2025年3月
截至2025年3月底，俄軍控制怡西夫亞爾市的北部、中部和東部，並繼續與烏軍爭奪該市南部舍甫琴科區的控制權，當前烏克蘭只有效控制該市西南面的郊區。

#### 2025年4月
4月29日，俄军事专家称，俄军在该西北部和西南部占领和巩固了3个新的阵地。

#### 2025年5月
5月4日，俄军向怡西夫亞爾遣了额外的部队和装备。
5月15日，俄罗斯武装部队清理了恰索夫亚尔北部的一小片森林，夺得市中心的三座高层建筑。
5月16日，乌克兰方称仍与俄军在怡西夫亞爾交战。
5月17日，俄军第 98 空降师第 299 伞兵团在怡西夫亞爾区域摧毁了一架乌克兰无人机的控制点。

#### 2025年6月
6月16日，乌方消息称，在恰索夫亚尔中部，俄军不顾损失，不断向耐火材料厂南侧的多层建筑区域和舍甫琴科（Shevchenko）小区推进。俄方消息称，俄军正在逐步削弱调往该市支援驻军的乌克兰武装部队人员。

#### 2025年7月
7月3日，俄军控制查索夫亚尔市区，乌克兰残余部队仍在该市西南部坚守。
7月9日，在查索夫亚尔乌克兰第 24 独立机械化旅和空降部队击毁一辆俄军装甲车。
7月12日，俄罗斯军事专家称，俄军几乎控制了恰索夫亚尔的全部地区，该市只有一个区舍甫琴基夫斯基（Шевченковский）区仍在乌克兰武装部队的控制之下。
7月18日，乌克兰武装部队正在向西撤退，俄乌双方在西部的的尼古拉耶夫卡村的战斗仍在继续。
7月31日，俄罗斯国防部称，在南部集团军向克拉马托尔斯克-德鲁日基夫卡方向的进攻行动下，恰索夫亚尔市被夺取。但一段由俄罗斯军事部队发布并经路透社核实的视频显示，士兵们在该镇的废墟中升起了俄罗斯伞兵旗帜和国旗。
乌克兰军方则反驳此说法，並宣稱烏軍仍在該市西南部郊區繼續作戰。

#### 2025年8月
8月4日，第98近卫空降师的一名突击排指挥官向塔斯社表示，恰索夫亚尔郊区已被彻底清除。乌军正向康斯坦丁尼夫卡方向撤退，俄军正在追擊。半島電視台於8月6日認為該市已被俄羅斯完全控制，但戰爭研究所在8月7日指出俄軍仍未證實已突破烏軍在恰索夫亞爾南方市郊和T-05-04公路段的區域防線並佔據該市外圍市郊，也沒法證實及後俄軍宣稱在普雷德泰奇內村的進展，因此認為俄羅斯還未完全控制全市。